# Pont Saint-Étienne
Le pont Saint-Étienne est un pont de la ville française de Limoges (Haute-Vienne). Il mesure 120 m de longueur et a été construit au XIIIe siècle.
Il s'agit de l'un des deux ponts médiévaux franchissant la Vienne à Limoges, avec le pont Saint-Martial, situé un kilomètre en aval.

## Historique
Au Moyen Âge, lorsque la ville de Limoges se retrouve coupée en deux, entre la Cité et le Château, les habitants du quartier de la cathédrale – la Cité – se retrouvent dépendants du vieux pont Saint-Martial situé en aval sur la Vienne.
Ils décident donc de construire un pont, afin de ne plus être tributaires du Château.
Achevé en 1203, au-dessous de la muraille de la Cité, ce pont participe alors au système défensif de cette dernière. Il est défendu par deux tours munies de pont-levis, une à chaque extrémité. L'inscription rappelant les travaux de 1619 est enterrée sous le quai Louis Goujaud, avec la dernière arche. Réparé en 1854, il est question de le démolir en 1903 pour bâtir un nouveau pont. L'opinion publique s'émeut, les projets se modifient, et le pont demeure en place.
Durant la période industrielle, la Vienne est utilisée pour le flottage des bois d'œuvre et de chauffage, en provenance de la forêt limousine. Ces bois, débités aux dimensions marchandes, descendent la rivière sous forme de trains ou en bûches perdues. Le pont Saint-Étienne marque alors la limite du flottage des bois. Ceux-ci sont arrêtés en amont du pont par de solides « ramiers », constitués de pièces de charpentes, construits vers 1760 et détruits en 1897.

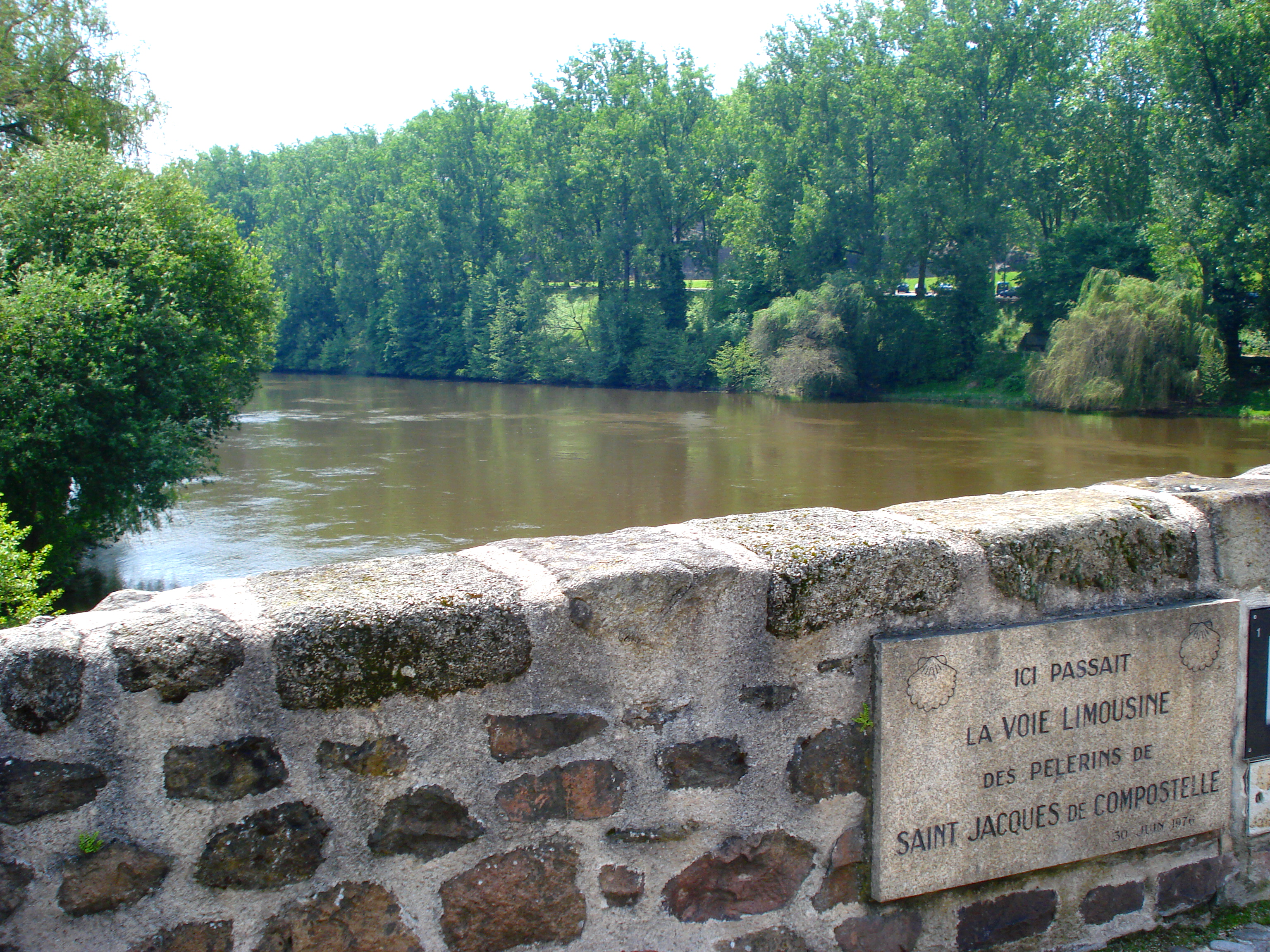
Le pont est situé sur un chemin vers Saint-Jacques-de-Compostelle, la Via Lemovicensis.

Le bois est alors stocké sur la berge, dans l'espace dédié du port au bois (port du Naveix).
Le flottage des bois s'intensifie au XIXe siècle, pour alimenter les nombreux fours à porcelaine de la ville de Limoges. Le plus ancien d'entre eux (Four des Casseaux), subsiste encore vers le Port du Naveix et dont le four dit « four à globe », classé monument historique (IA87000296) se visite dans l'usine de porcelaine Royal Limoges.
Côté rive droite, le pont est entouré par les maisons des laveuses. Les laveuses assuraient la lessive des gens du Château, puis, plus tard, celle des bourgeois de la ville de Limoges. Cette pratique cesse vers le milieu du XXe siècle.
Classé monument historique en 1907, le pont Saint-Étienne, désormais réservé aux piétons, est encore utilisé par les pèlerins de Saint-Jacques-de-Compostelle de la voie de Vézelay.

## Description

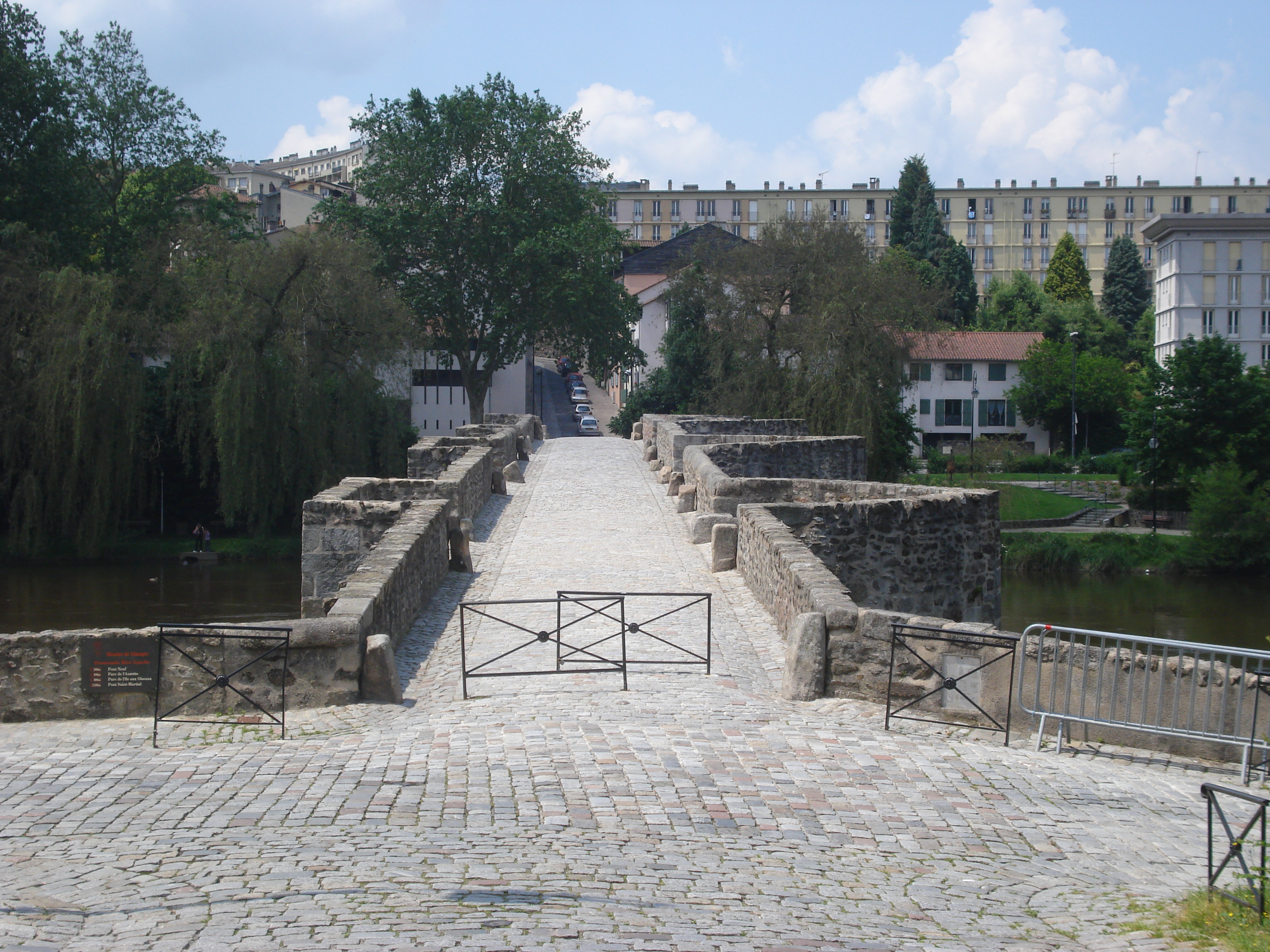
Perspective sur le pont et la rue éponyme, depuis la place de Compostelle.

Ce pont médiéval du XIIIe siècle, est l'un des mieux conservés de France.
Pont à avant-bec, côté amont pour casser le courant, et à contrefort en aval, pour défaire les remous.
Sa longueur est de 120 m environ, sa largeur de 5 m (11 m entre avant-bec et contrefort).
Il est supporté par sept arches inégales, en arcs brisés, (10,20 m, (10,60 m, (11,30 m, (12,40 m, (12,50 m, (11,40 m et (10,10 m). Leur système de construction permet à chacune d'elles d'assurer son autonomie.

## Philatélie
- Un timbre postal, d'une valeur de 12 francs, représentant le pont Saint-Étienne et la cathédrale Saint-Étienne de Limoges a été émis le 26 mars 1955[3].